# 英國空軍部 (1964年)
英國空軍部（英語：Air Force Board）負責管理英國皇家空軍。
在1964年英國國防部成立之前，英國皇家空軍及其人員的管理工作由隸屬於空軍部的空軍委員會負責。1964年，國防委員會接管了這一角色，但英國陸海空軍三個軍種的日常管理被委託給三個單一軍種部門，英國空軍部就是其中之一。

## 成員
英國空軍部其成員如下：
- 國防大臣 (英國)
- 三軍國務大臣
- 國防採購國務大臣
- 國會次官兼國防人事及退伍軍人國務大臣
- 資源總監
- 空軍參謀長
- 空軍副參謀長/空軍人事委員
- 航空航天指揮官
- 空軍參謀長助理

## 法律顧問
皇家空軍中將史蒂芬（STEPHEN）是英國空軍部的首席法律顧問。